# 史密斯威森軍警型半自動手槍
史密斯威森軍警型（英語：Smith & Wesson Military & Police，縮寫：S&W M&P；Military & Police，意為：軍隊和警察；下稱M&P半自動手槍）是一系列由美国槍械公司史密斯&威森所研製及生產，並且於2005年夏季推出的聚合物底把、槍管短行程後座作用、後膛裝填以及白朗寧式閉鎖系統式半自動手槍，可以發射多種不同的手槍子彈。
雖然面向執法機關，軍警型也可在商業市場上提供出售。

## 歷史
2004年，在與格洛克爭奪手槍霸主地位的競爭中，史密斯威森花費了大量的人力物力，傾心研究和試驗新式手槍，以期能使該公司在警用和民用市場中佔據較大的份額。與此同時，美國軍方也正在尋求一種新型軍用手槍。
在開始設計新式手槍之前，史密斯威森就深入到軍方、警方、競技射手，甚至從未接觸過槍械的新射手之中，開展了大規模調查研究工作。
隨著研究工作的推進，史密斯威森發現不管是執法人員、競技射手還是體育運動產品批發商，他們所提出的需求驚人地一致的。大部分人希望新式手槍能夠採用容易操作的簡單射控系統，扳機扣力要始終一致。簡單地說，就是手槍從發射第一發彈起到最後一發彈射出，射擊控制機構要運作自如，保持不變，這就是用戶們希望達到的要求。
另一重要的一環是手槍握把的大小。目前很多執法機關擁有大量的女警官，所以在設計新式手槍時應考慮各種人員的需求，使大手型或小手型的警官握持起來都方便舒適。
另外，扳機必須設計在射手握持手槍時容易夠得著的地方。出人意料的是，對新式手槍大家沒有安裝外部手動保險的需求。原因是很多時候警官拔槍後會忘記解脫保險而進入射擊狀態。其他調研內容包括武器的點射能力以及後座力等問題。
調研之後，史密斯威森計算出新式手槍需要達到的標準，然後提出基本設計概念：新式手槍必須採用聚合物底把（又稱：套筒座）、不鏽鋼發射機座以及平滑堅固的槍機；必須採用適應各種手型的握把或握把背板；空槍挂機手柄能夠雙側操作；彈匣釋放按鈕可以左右更換使用；手槍握把與槍管軸線夾角應按照傳統，保持在108°；新式手槍的設計應有助於明顯降低武器的可感後坐。這些都被放在優先考慮的地位。
M&P半自動手槍是史密斯威森西格瑪與史密斯威森SW99兩款設計的混合進化，但其部件與史密斯威森西格瑪不具有共享的兼容性。M&P在設計上具有一種改進型扳機，增強型人體工學的設計，讓最終用戶進行定制。該槍已經具有一條工業標準型皮卡汀尼導軌和較高的握把，包括改進型握把和海狸尾式。M&P亦導入了許多已經從史密斯威森西格瑪和史密斯威森SW99納入的人體工學相關研究元素。改進型扳機重量和手感以及獨特的拆卸方法（扳機不需要作空彈射擊扣動），旨在將M&P設置為同時從史密斯威森西格瑪和流行的格洛克手槍兩者分開。

## 設計細節

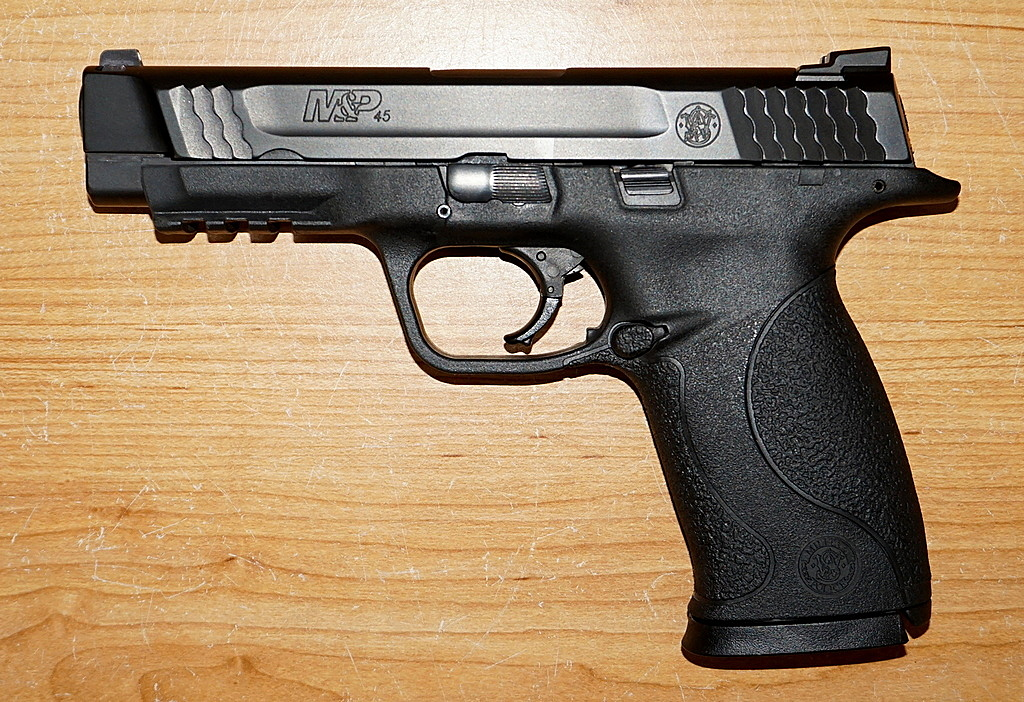
M&P45全尺寸型半自動手槍

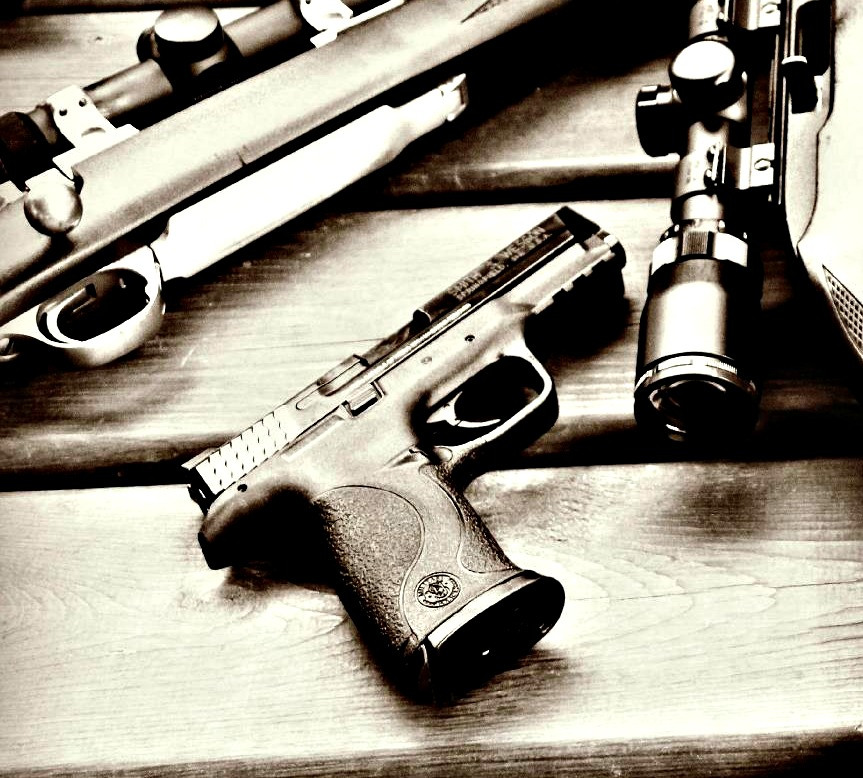
放在兩枝步槍之間的一把M&P半自動手槍

M&P半自動手槍是一把擊針擊發式半自動手槍，採用槍管短行程後座作用式操作原理，槍管擺動式閉鎖，有以下的特徵：
- 扳機系統能防止該槍在扳機完全壓下以外的情況，即使手槍跌落也不能射擊。
- 具有一個可選用的內置鎖和／或彈匣切斷裝置，以及自2009年起可選的手動式外置拇指保險[3]。
- 底把是由8018增強尼龍（Zytel）工程塑料（聚合物）所製造，並且以不鏽鋼底盤加強結構，結實粗獷。
  - 據該公司透露，在做出選擇之前，他們對大約20種材料進行了廣泛的試驗；為了提高其穩定性，滿足在全天候條件下的射擊需求，底把由Zytel製成，表面經拋光處理，觸摸起來有玻璃般的光滑感覺。
- 該手槍配有四個可拆卸和可互換的握把插件，握把角度為18°。
- 套筒和槍管是由不鏽鋼所製造；與史密斯威森SW99和西格瑪手槍一樣，套筒和槍管表面均以被稱為銻鎳化合物塗層（Melonite）的專有氮化工藝處理進行硬化。銻鎳化合物塗層工藝可產生霧面灰色無眩光錶面，其洛氏標尺C表面硬度等級為68
- 為了解決握持的摩擦力大和射擊時“咬手”的現象這個問題，M&P的導軌設置在底把上，而套筒只有很小一部分與導軌相連。
  - 這樣設計的目的是為了有助於降低摩擦力，同時使導軌系統自我清潔，通過留出空間將任何灰塵或是小型異物從武器上掉下來，以減少殘渣的進入和積存。因為據試驗：套筒與導軌的接觸面積越小，造成相關故障的機率就越低，並且可以確保手槍在射擊時能清除內部殘留物。[4]
- 套筒上的銘文採用的不是滾壓或沖壓工藝，而是雕刻上去的，耐磨性很強。
- 底把的前上方裝有閉鎖卡鐵，尾部裝有擊發阻鐵座，其他功能部件也都採取與底把完全分開的設計。
  - 手槍的零部件在野戰情況下可以快速更換，提高了軍械師分解武器進行修理、更換受損零部件的能力。
- 所有內部零部件都是用不鏽鋼所製成的，表面經黑色氧化處理，完全符合軍用標準。
- 在檢驗手槍時只需檢查零部件的表面，一旦發現有裂紋，即可立即更換。
- 膛線經拉削加工而成，上膛坡進行了拋光處理。
- 套筒尾部設有大波浪形防滑紋，便於射手用手向後拉動。
- 槍口部位稍微呈內錐度，利於手槍快速插入槍套和抽槍。
- 抽殼鉤堅硬結實。
- 具有非常低的套筒曲線以保持槍管軸線靠近射手的手，使射擊時因減少槍口上揚（英语：Muzzle rise）而更為舒適，和可以讓快速射擊順序時瞄準恢復速度更快[4]。
- 原廠扳機為鉸接在一起的兩段式扳機，扳機內部設有扳機保險，可防止手槍意外跌落時走火；其扳機行程固定為7.62毫米（0.3英寸），而扳機扣力則為29 牛顿（6.52 磅力）。
  - M&P45c型號的扳機扣力略為提高為31牛頓（6.97磅力）。
  - 面向競技型的M&P Pro系列則因安裝了史密斯威森定製工場的擊發阻鐵而令扳機扣力略為減輕為20牛頓（4.5磅力）。
  - 麻薩諸塞州（MA）所批准的型號的扳機扣力都高至45牛頓（10.12磅力）。[5]
  - 擊發阻鐵失效桿（Sear deactivation lever）可使射手直接將手槍不完全分解，而無需扣動扳機以完成拆卸。
  - 在位於套筒的槍管節套最頂部具有一個上膛指示器（英语：Safety (firearms)#Loaded chamber indicator），射手向下瞥一眼便能看到膛內是否上彈。
  - 復進簧導桿是由不鏽鋼製成，復進簧與史密斯威森SW99半自動手槍上使用的是相同的，使用中從未出現過問題。
  - 握把使用了模塊化設計，可以換裝3種可更換式後方棕櫚狀腫脹式握把片，包括：小型、中型和大型(將握把前後寬度改變成30毫米、32毫米或35毫米等），這樣就令使用者可以因應其手掌大小而選擇並更換相應的後墊板以調節握把的形狀和尺寸，更適合不同的手形，而同時無須更換整個手槍握把。這些後墊板很像步槍的槍托底板，可以改變手槍握把的前後寬度，只需專用工具（該工具裝在手槍握把底部後方位置）即可更換。
  - 握把表面打破常用的網格狀刻紋，被膜壓成點狀突起。
  - 大型扳機護環呈方形，其上沒有刻紋，設計適合在戴上手套以下使用。
  - 手槍尾部安裝了一個防止他人非法使用的槍鎖機構。
  - 無彈後定桿（套筒釋放裝置）兼作套筒解脫按鈕；由於底把兩側圴設有，因而可讓左右兩手非常靈巧的操作，史密斯威森將此部件稱之為“套筒鎖”；其外形低矮，表面有防滑紋，用拇指扳動“套筒鎖”即可解除空倉挂機。除此之外，該公司還提供加長的“套筒鎖”以供選用。
- 彈匣釋放按鈕在按下以後會讓彈匣自行掉落，同時彈匣釋放按鈕取消了可雙側操作的設計方案。
  - 為了解決雙側操作的彈匣釋放按鈕的這個問題，史密斯威森簡化了設計結構，在底把和彈匣插槽內安裝了一根彈簧；將這根彈簧拔出，即可在30秒內完成快速將彈匣釋放按鈕從底把一側更換到另一側的修改以讓右手或左手操作。
- 出廠交付時配備了2個彈匣。[4]
- 標準型機械瞄具為三點式瞄具，並且由一個钢製燕尾形斜坡準星和很有名氣的諾瓦克·羅蒙特·凱利（Novak Lo-Mount Carry）缺口式照門構成。無論是前部和後部瞄準具都是通過燕尾槽插入到套筒中，並且可以水平漂移以進行風偏修正方面的調節；根據需要，缺口式照門和準星後部均可安裝氚光管。[4]
- 在套筒下、底把的扳機護環前方的防塵蓋整合了一條MIL-STD-1913式戰術燈安裝導軌，以安裝各種戰術燈，可以用以安裝各種不同型號的戰術燈、雷射瞄準器和任何其他可以附接於導軌以上的戰術配件；安裝後可是十分穩固，而且無需使用任何工具輔助安裝。

### 分解方法
M&P半自動手槍的分解方法是：卸下彈匣，向後拉動套筒，並將其鎖定在尾部。確保膛內無彈時，繼續分解。分解套筒和底把時，需向下按壓內裝式擊發保險桿（該手動保險杆位於拋殼口內），然後向下轉動外分解桿，將套筒向前推，使其脫離底把。這從保險角度出發是一個好辦法，因為向後拉套筒可以讓射手看清彈膛內是否有彈從而進一步分解。套筒與底把分離後，釋放復進簧，便可卸下槍管進行擦拭或維修。

### 運作原理
隨著手槍的套筒進入待發模式，擊針會與擊發阻鐵接合。此時，擊發阻鐵被保持在後部處於部分待發狀況。當M&P的扳機被拉動時，扳機桿首先與撞針安全柱塞接合，提起並向上，並釋放擊發銷保險。在扳機桿的行程到了向後極端，它會與擊發阻鐵接合。擊發阻鐵被扳機桿向下旋轉，完全進入待發，然後釋放擊針。擊針與上膛彈藥的底火接觸，使得這進而點燃了裝藥並且推動子彈彈頭前進。
據著名的M&P槍匠丹·伯韋爾（Dan Burwell）所言，擊發阻鐵的後表面角度會產生針對撞針的凸輪作用。此凸輪作用在扣動扳機的過程中會非常輕微的推動撞針到後，從而完成“待發”。
該系統是類似於格洛克系列手槍發現的部分拉緊撞針。當手槍進入下一發的循環時，擊針將會自動預先設置在98％待發狀態位置。因為扳機被扣動以前撞針只有98％待發，史密斯威森將M&P的槍機被歸類為“擊針發射”（純雙動操作）。

### 附件
M&P有一款10發彈匣的版本，可在加利福尼亚州、麻薩諸塞州、纽约州、華盛頓州、澳大利亚和加拿大等對彈匣容量設有限制的市場上的每把M&P半自動手槍上使用。全尺寸和緊湊版本都有由諾瓦克（Novak）為它倆生產的氚光夜間瞄準具可供選擇。另一種可選附件為不銹鋼掛繩插銷。新型插銷取代了原來的固體塑料插銷與一個嵌入式不銹鋼環具有與掛繩使用。

## 衍生型
M&P具有9×19公釐帕拉貝倫彈、.30 Super Carry、.380 ACP、.40 S&W和.45 ACP（.45自動手槍子彈）口徑，以及127毫米（5英吋）、114.3毫米（4.5英吋）、107.95毫米（4.25英吋）、104.14毫米（4.1英吋）、101.6毫米（4.0英吋）、88.9毫米（3.5英吋）和78.74毫米（3.1英吋）槍管長度可以提供。.357 SIG口徑已經停產。
M&P Pro系列具有9×19公釐帕拉貝倫彈和.40 S&W口徑，以及127毫米（5英吋）和107.95毫米（4.25英吋）槍管長度可以提供。M&P9 Pro系列5英吋型和M&P40 Pro系列5英吋型手槍配備了諾瓦克（Novak）光纖綠色準星和諾瓦克眩光減低型照門，而在4.25英吋型號上所見的則是夜間瞄準具，這是由於5英吋型號是旨在競技用途。
M&P9 JG是一款標準尺寸的朱莉·高諾瑞爾·葛洛布（英語：Julie Golob）冠軍系列衍生型，配備了沃倫戰術照門和光纖準星。除了三塊標準的黑色握把背板，它還具有兩個分別是小和中型的粉紅色握把背板。所得收益的一部分會捐獻給一間關注乳癌的慈善機構，手槍的套筒上亦刻有宣傳絲帶。
2007年，M&P的全尺寸.45 ACP版本正式推出，具有一根114.3毫米（4.5英寸）槍管。這種型號於2007年推出後還獲美國槍手杂志和卓越射擊工業學院（英語：The Shooting Industry Academy of Excellence）頒發了年度最佳手槍（英語：Handgun of the Year）獎。
2008年，史密斯威森推出了M&P的新版本：M&P45中型、M&P45緊湊型、M&P9L和M&P Pro系列。M&P45中型配備了一根101.6毫米（4英吋）槍管和一個全尺寸握把，而M&P45緊湊型由於定位為著隱蔽攜帶市場，配備了一根101.6毫米（4英吋）槍管和一個較短的握把（搭配10或8發容量彈匣）。
2011年，史密斯威森推出了M&P22，形式上類似於發射.22 LR子彈的手槍。這種凸緣式底火版本的操作方式與其他擊發中央式底火子彈的M&P版本相反，內部結構和反沖作用反而與史密斯威森過去進口到美國的瓦爾特P22半自動手槍相同。其內部操作和結構與中央式底火子彈衍生型完全不同。M&P22的槍機為反沖作用，為利用一根固定式槍管設計，套筒於發射期間由復進簧（又稱：反沖彈簧）和套筒組件於擊發時刻的慣性重量所施加的組合力保持在其向前位置。發射後，由於發射期間所產生的槍機推力，套筒向後後座並將發射過後的彈殼退殼和拋殼。在套筒復進時由復進簧將其推回向前位置，並將新一發子彈從彈匣取出並裝填到槍管膛室中。由於上膛的.22 LR所產生的槍機推力微弱，因此M&P22具有輕巧的套筒以保持套筒組件的（慣性）重量較輕。此外，M&P22具有內置式擊錘，而且具有彈匣保險和固定式槍管。握把背皮不像其他版本般可以拆卸，而且只有一個寬度可選。槍管具有螺紋以安裝消耳器，並具有螺紋保護器以保持螺紋的正常使用。外部具有類似於在柯爾特M1911上發現的外置式拇指操作保險和一套外觀有些微不同的瞄準具。與在其他型號上所發現的三點式瞄具不像的是，M&P22具有單點式準星和可調節海拔、風偏的缺口式照門。M&P22是由德國卡爾·瓦爾特武器公司生產並且由史密斯威森進口。2013年，縮小版的M&P22緊湊型推出。

2012年，史密斯威森推出了M&P護盾型，具有9×19公釐帕拉貝倫彈和.40 S&W口徑。護盾型是M&P系列的袖珍型單排式彈匣供彈衍生型。護盾型具有與M&P緊湊型大致相同的輪廓，但也是相當纖薄，槍身寬度寬度不到25.4毫米（1英吋）。護盾型是第一種導入了具有正復位的改進型扳機的M&P系列。
2014年，史密斯威森推出了.380 ACP口徑的M&P謢衛者380。M&P謢衛者在功能上等同於以前推出的、而它所取代的謢衛者380。帶有M&P品牌的謢衛者移除了先前手槍的整體型雷射點，並且帶來了與其餘的M&P產品線路相同的美學。與其他M&P手槍不同的是，M&P謢衛者並非以擊針發射。它是一把更為傳統的純雙動操作擊錘發射式手槍。它適用於個人防護、隱蔽攜帶或用作執法機關的佩槍。M&P謢衛者採用了手動保險和6發彈匣。
| 型號                 | 槍管長度 （以英寸為單位） | 子彈                                 | 彈匣容量 （發／彈匣） | 外形尺寸 （寬×高×長，以英寸為單位）           | 重量 （沒有彈匣，以盎司為單位） | 底把顏色                                           |
| -------------------- | ------------------------- | ------------------------------------ | --------------------- | --------------------------------------------- | ------------------------------- | -------------------------------------------------- |
| M&P22                | 4.1                       | .22 LR                               | 10或12                | 1.6×5.5×7.5 （連拇指保險，不連時則寬1.2英寸） | 24.0                            | 黑色                                               |
| 緊湊型               | 3.5                       | 9×19公釐帕拉貝倫彈 .40 S&W .357 SI G | 10或12 10             | 1.2×4.3×6.7                                   | 21.7 21.9 22.2                  | 黑色                                               |
| 全尺寸型             | 4.25                      | 9×19公釐帕拉貝倫彈 .40 S&W .357 SIG  | 10或17 10或15         | 1.2×5.5×7.5                                   | 24.0 24.25 25.5                 | .357 SIG：黑色 .40 S&W和9×19毫米魯格彈：黑色或沙色 |
| M&P9L                | 5.0                       | 9×19公釐帕拉貝倫彈                   | 10或17                | 1.2×5.5×8.25                                  | 25.2                            | 黑色                                               |
| M&P9 Pro系列         | 4.25                      | 9×19公釐帕拉貝倫彈                   | 17、15和10            | 1.2×5.5×7.5                                   | 24.0                            | 黑色                                               |
| M&P9 Pro系列5英吋型  | 5.0                       | 9×19公釐帕拉貝倫彈                   | 17、15和10            | 1.2×5.5×8.25                                  | 24.0                            | 黑色                                               |
| M&P40 Pro系列        | 4.25                      | .40 S&W                              | 15                    | 1.2×5.5×7.5                                   | 24.0                            | 黑色                                               |
| M&P40 Pro系列5英吋型 | 5.0                       | .40 S&W                              | 15                    | 1.2×5.5×8.5                                   | 26.0                            | 黑色                                               |
| M&P45c—緊湊型        | 4.0                       | .45 ACP                              | 8                     | 1.2×4.8×7.125                                 | 26.2                            | 黑色或沙色                                         |
| M&P45—中型           | 4.0                       | .45 ACP                              | 10                    | 1.2×5.5×7.5                                   | 27.7                            | 黑色或沙色                                         |
| M&P45—全尺寸型       | 4.5                       | .45 ACP                              | 10                    | 1.2×5.5×7.75                                  | 29.6                            | 黑色或沙色                                         |
| M&P護盾型            | 3.1                       | 9×19毫米魯格彈 .40 S&W               | 7或8 6或7             | 0.95×4.6×6.1                                  | 19.0                            | 黑色                                               |
| M&P謢衞者380         | 2.75                      | .380 ACP                             | 6                     | TBD×TBD×5.25                                  | 12.0                            | 黑色                                               |

## 使用國
- 阿富汗 - M&P9 
  - 阿富汗國家警察（英语：Afghan National Police）
- - M&P40 
  - 南澳大利亞州警察（英语：South Australia Police）[14]
  - 維多利亞州警察[15][16]
- 比利时 - M&P9
  - 比利時聯邦警察（英语：Federal Police (Belgium)）[17]
- 加拿大 - M&P40 
  - 多個警察單位[18][19][20]
  - 加拿大銀行保安人員
- 哥伦比亚
  - 安全行政部門（英语：Administrative Department of Security）[18]
- 埃及 - M&P357
  - 警察單位
- 法國 - M&P9
  - 輻射防護與核安全研究所（英语：Institut de radioprotection et de sûreté nucléaire）[18]
- 德国 - M&P謢衛者380
  - 德國聯邦警察GSG 9
- 印度 - M&P9
  - 孟買警察（英语：Mumbai Police）[21]
- 伊拉克 - M&P9 
  - 伊拉克武裝部隊
  - 警察單位[22]
- 義大利 - M&P9
  - 義大利內政部
- 黎巴嫩 - M&P9
  - 安全部隊
- 马来西亚 - M&P9
  - 馬來西亞監獄局[18][19]
- 墨西哥 - M&P9
  - 墨西哥聯邦警察（英语：Mexican Federal Police）
- 巴基斯坦 - M&P9
  - 信德省警察廳[23]
- 秘魯 - M&P9
  - 秘魯武裝部隊
- 波多黎各
  - 波多黎各警察局（英语：Puerto Rico Police Department）[24]
- 中華民國 - M&P9C
  - 中華民國警察(女警和便衣警察[25]，已逐漸汰換為Walther PPQ M2 NPA[26])
- - 大韓民國警察廳
- 西班牙
  - 交通警察
- 斯里蘭卡
  - 警察單位
  - 特別任務部隊（英语：Special Task Force）
- 泰國 - M&P9
  - 泰國皇家軍隊
  - 泰國內政部（英语：Ministry of Interior (Thailand)）
- 千里達及托巴哥 - M&P9
  - 特立尼達和多巴哥警察局（英语：Trinidad and Tobago Police Service）[23]
- 英国 - M&P40
  - 大曼徹斯特警察
- 美国 - M&P9、M&P9C、M&P9L、M&P40、M&P40C、M&P45、M&P45C、M&P357 
  - 美國國土安全部
    - 美國邊境巡邏隊

  - 聯邦儲備委員會
  - 美國國家稅務局
  - 美國能源部
  - 美国缉毒局[27]
  - 美國雕版及印刷局
  - 紐約市警察局、德州騎警司等多個地方警察單位[2][28]

- 联合国 - M&P9
  - 安全部隊

### 非國家團體用戶
- 布林克押运人员

## 流行文化

### 電影
- 2010年—：型號為M&P9C，由伊芙蓮·沙特（安潔莉娜·裘莉飾演）所使用。
- 2011年—：型號為M&P9，由奧黛莎（嘉柏莉·西迪貝飾演）所使用。
- 2012年—《復仇者聯盟》：型號為M&P9，由尼克·福瑞（山繆·傑克森飾演）所使用。
- 2012年—：由道格·奎德／卡爾·豪瑟（柯林·法洛飾演）所使用。
- 2014年—：型號為M&P9，由尼克·福瑞（Nick Fury，山繆·傑克森飾演）所使用。
- 2014年—《終極警探：跨國救援》：由麥克連父子所使用。
- 2015年—《復仇者聯盟2：奧創紀元》：由尼克·福瑞（Nick Fury，山繆·傑克森飾演）所使用。
- 2015年—：型號為M&P9，由金门大桥上的三藩市警察局警員所使用。
- 2018年—《極盜戰》：由尼可拉斯·「老大尼克」·歐布萊恩警探（傑瑞德·巴特勒飾演）所使用。

### 電視影集
- 2014年—《神盾局特工》：M&P9為神盾局制式手槍之一；M&P9C為某些特工所配備。
- 《屍行者系列》：型號為M&P9，於第四季首度登場，由部份倖存者所使用。

### 電子遊戲
- 2015年—：型號為M&P40 Pro 5英吋型，命名為「.40 Pro」，發射.40 S&W子彈，載彈量15+1發。武器商店中價格為$7,200，能夠由罪犯執行者（Enforcer）所使用（執法機關解鎖條件為：以任何陣營進行遊戲使用該槍擊殺1250名敵人後購買武器執照）。可加裝各種進階照準器（改進版機械瞄具、迷你、德爾塔）、附加配件（電筒、戰術燈、激光瞄準器）及槍口零件（制退器、補償器、重槍管、抑制器、消焰器）。單人模式當中則能夠由主角尼古拉斯·門多薩所使用。
- 2016年－《湯姆克蘭西：全境封鎖》：型號為M&P45 Pro 4.5英吋型，命名為「PF45」，以12發彈匣供彈；衍生型為“First Wave PF45”。

### 動畫
- 2022年—：型號為M&P9，銀色不鏽鋼套筒加黑色底把，搭配SilencerCo Osprey 9型消音器。為井之上瀧奈的佩槍（英语：Side arm）。

### 小說
- 2014年—《刀劍神域外傳Gun Gale Online》：由“不可次郎”用作佩槍（英语：Side arm）。

## 犯罪
美国中部时间下午4点00分至4点08分，德克萨斯州基林附近的胡德堡军事基地，34歲的凶手伊万·洛佩兹使用.45口径的史密斯威森軍警型半自動手槍射殺三名士兵及擊傷12人以後，在停車場以該槍吞槍自杀。

## 圖集

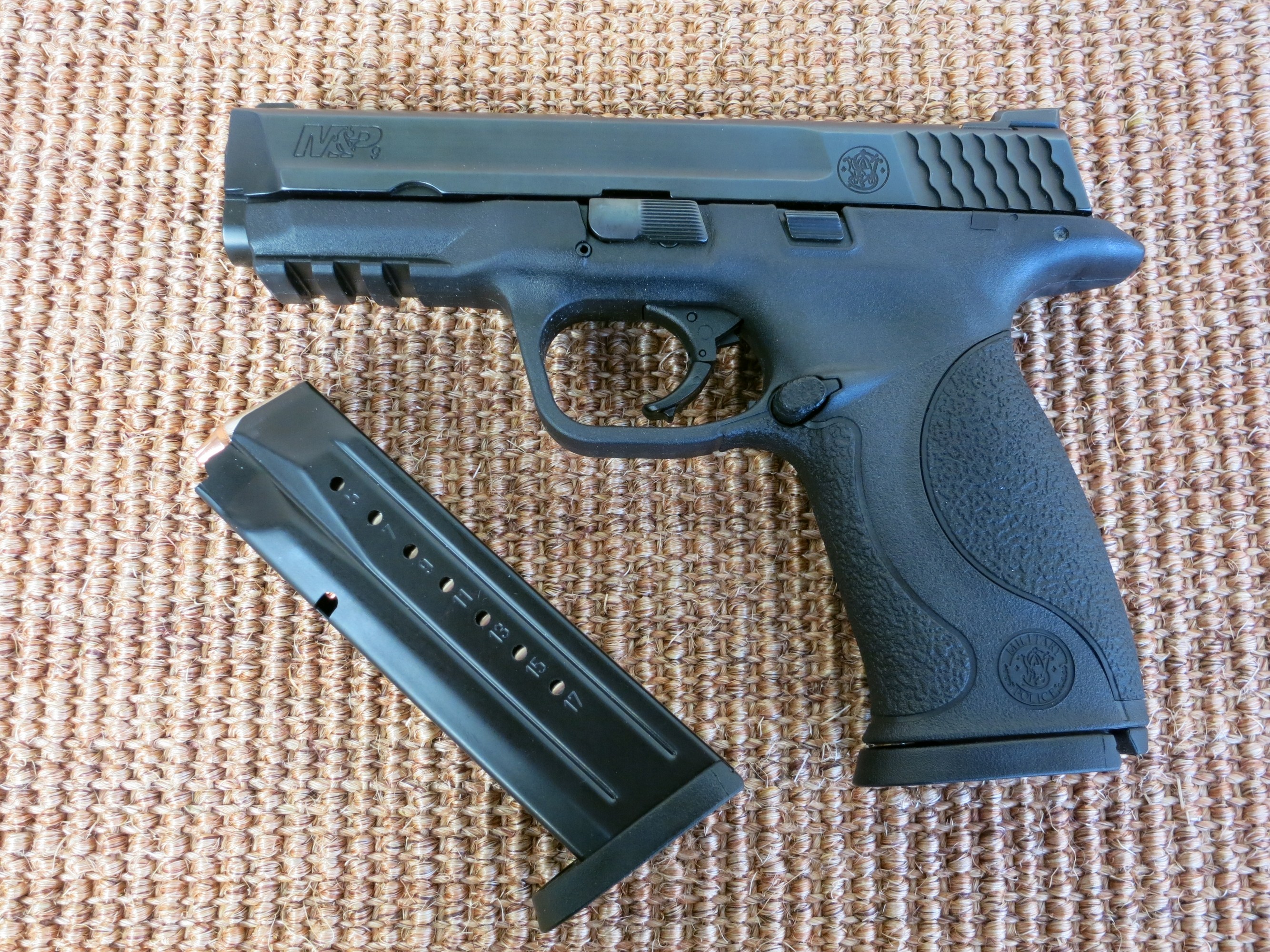
史密斯威森M&P9和其彈匣
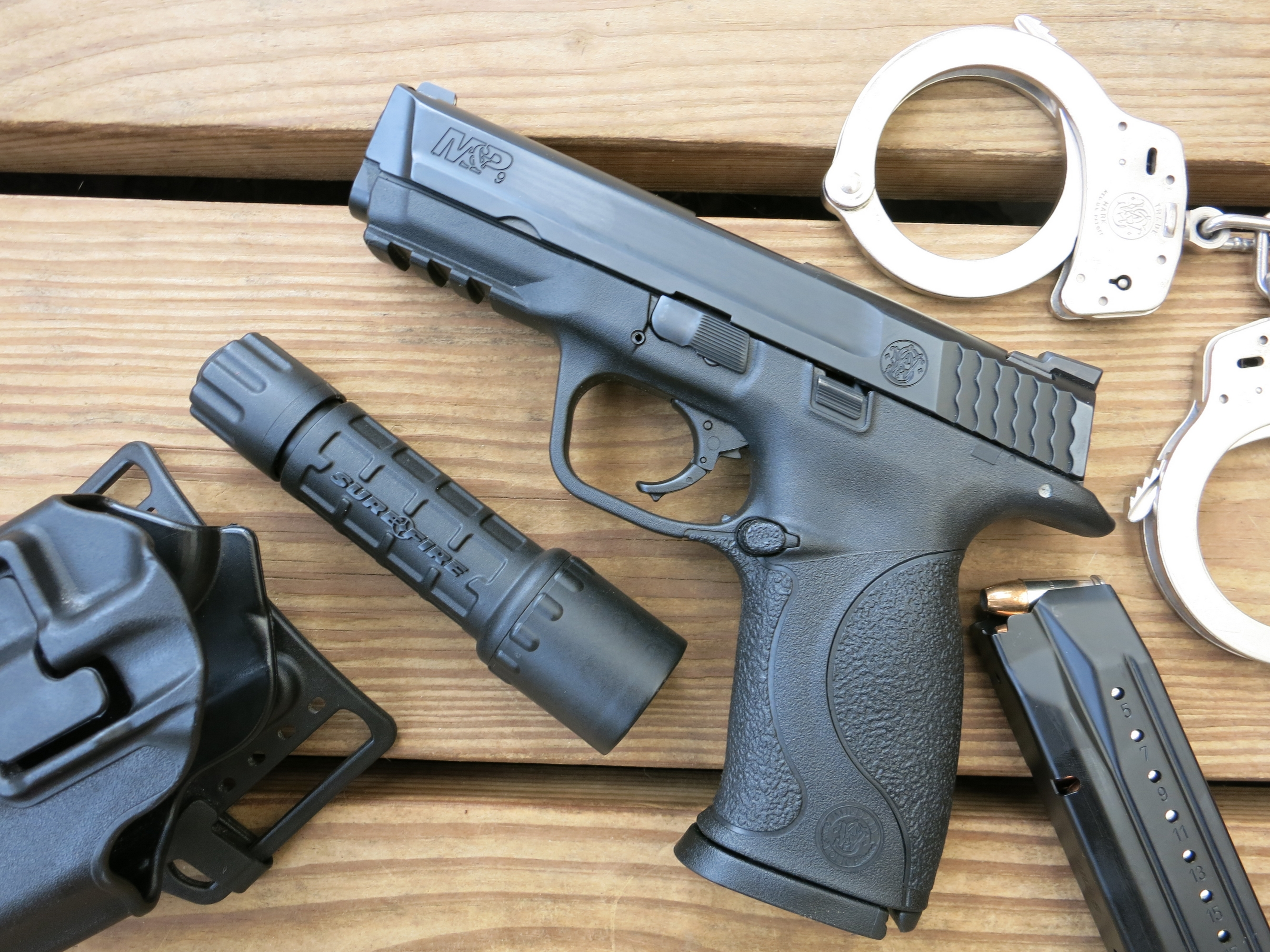
史密斯威森M&P9和其彈匣、SureFire手電筒以及手銬
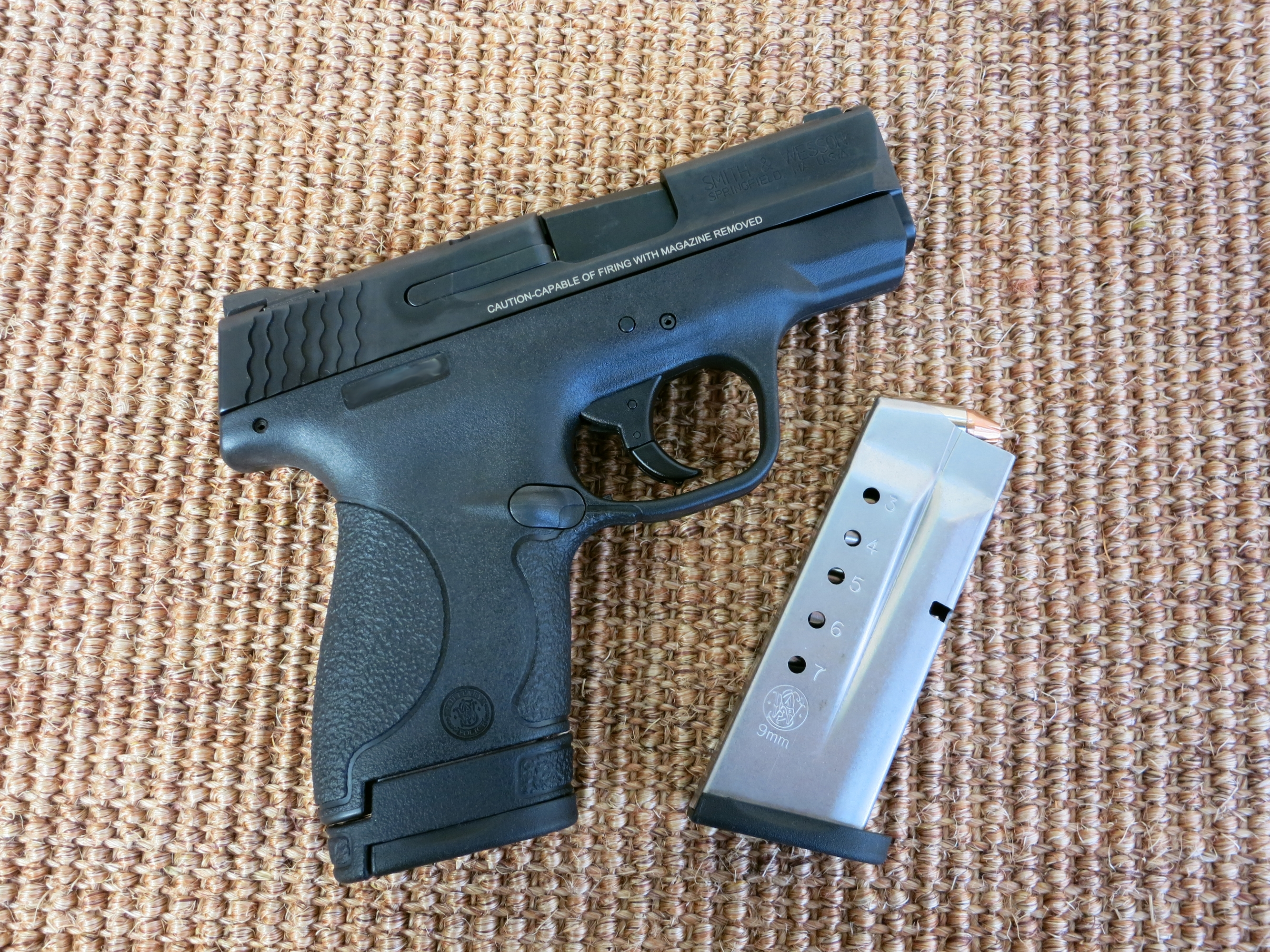
史密斯威森M&P9護盾型和其7發彈匣
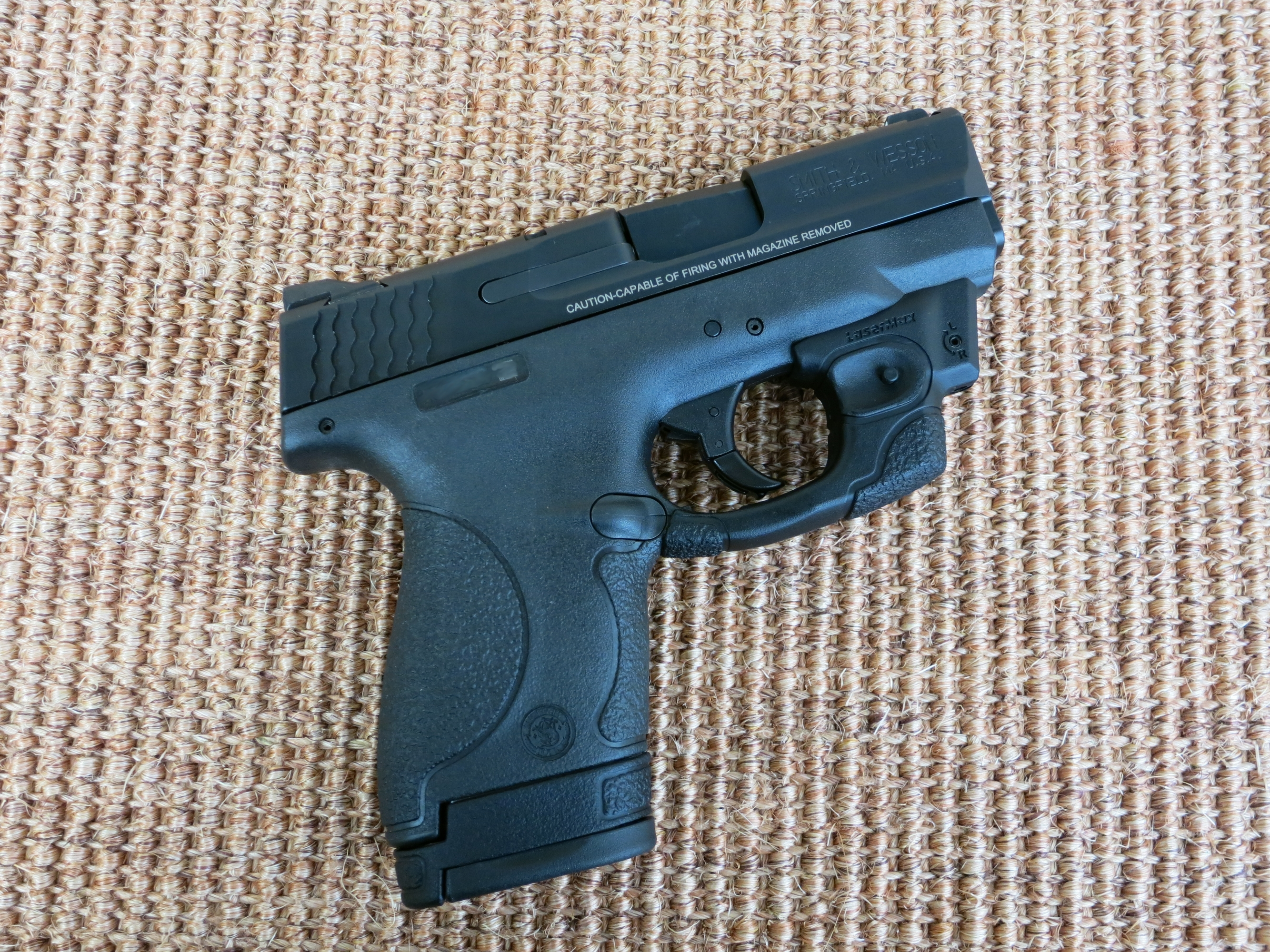
裝上LaserMax雷射瞄準器的史密斯威森M&P9護盾型

## 資料來源
1. ↑  . 17 January 2023  [2025-01-05]. （原始内容存档于2023-02-08）.
2. 1 2  . Guns, Holsters and Gear. 2008-02-01  [2009-02-02]. （原始内容存档于2014-04-14）.
3. ↑  . The Firearms Blog.   [2009-02-02]. （原始内容存档于2020-12-04）.
4. 1 2 3 4  Quinn, Jeff. "Smith & Wesson's New M&P .40 S&W Pistol" （页面存档备份，存于） Gunblast Web site. Retrieved 17 January 2010.
5. ↑  . Smith-wesson.com.   [2014-03-13]. （原始内容存档于2014-03-13）.
6. ↑  . Mp-pistol.com. 2012-06-03  [2012-06-07]. （原始内容存档于2012-03-15）.
7. ↑  Scarlata, Paul. . Shootingtimes.com.   [2012-06-07]. （原始内容存档于2010-12-31）.
8. ↑  . Smith-wesson.com.   [2012-06-07]. （原始内容存档于2016-09-15）.
9. ↑  Ramage, Ken. . Iola, Wisconsin: F+W Media, Inc. 2008: 182. ISBN 978-0-89689-647-5.[永久]
10. ↑  . Shooting Industry Magazine.   [2013-10-21]. （原始内容存档于2013-10-21）.
11. ↑  . Shooting Times. 2012-06-05  [2012-09-11]. （原始内容存档于2014-04-30）.
12. ↑  Metcalf, Dick. . Gunsandammo.com.   [2012-06-07]. （原始内容存档于2018-11-14）.
13. ↑  .   [2014-03-13]. （原始内容存档于2016-10-09）.
14. ↑  . 2009-01-07  [2009-05-23]. （原始内容存档于2012-09-28）.
15. ↑  Millar, Paul. . The Age (Melbourne). 2010-04-29  [2010-04-29]. （原始内容存档于2014-11-15）.
16. ↑  . 2010-04-29  [2010-04-29]. （原始内容存档于2011-04-16）.
17. ↑  Auteur: hrt. . Standaard.be. 2011-12-11  [2012-06-07]. （原始内容存档于2012-01-09）.
18. 1 2 3 4  . 2008-04-23  [2009-05-23]. （原始内容存档于2012-03-05）.
19. 1 2  . 2008-04-29  [2009-05-23]. （原始内容存档于2008-05-12）.
20. ↑   (PDF).   [2017-08-10]. （原始内容 (PDF)存档于2011-04-09）.
21. ↑  . The Hindu (Chennai, India). 8 April 2009  [2014-03-13]. （原始内容存档于2009-04-11）.
22. ↑  . Earth Times. 2008-10-30  [2009-02-02]. （原始内容存档于2016-03-03）.
23. 1 2  . PoliceOne.com. 2008-08-28  [2009-02-02]. （原始内容存档于2011-09-28）.
24. ↑  . Noticiasonline.com. 2009-11-04  [2012-06-07]. （原始内容存档于2012-02-27）.
25. ↑  . Dailynews.sina.com. 2011-06-21  [2012-06-07]. （原始内容存档于2012-03-24）.
26. ↑  . Reuters.com.   [2012-06-07]. （原始内容存档于2012-09-08）.
27. ↑   (PDF). Smith-wesson.com. December 2011  [2014-03-13]. （原始内容存档 (PDF)于2016-06-29）.

## 外部連結
- （英文）—Official page
- （英文）—Modern Firearms—Smith & Wesson Military and Police semiautomatic pistol （页面存档备份，存于）
- （英文）—Safety & Instruction Manual M&P Pistols
- （英文）—Safety & Instruction Manual M&P22 Pistol （页面存档备份，存于）
- （英文）—M&P Forum
- （英文）—M&P Pistol fans group （页面存档备份，存于）
- （英文）—Reports on a M&P 9x19mm Parabellum endurance test over 62,333 rounds conducted by pistol-training.com （页面存档备份，存于）
- （英文）—The Firearm Blog.com—
  - Texas DPS Dropping SIG for S&W M&P （页面存档备份，存于）
  - Texas DPS Suspends Use of S&W M&P Pistols（页面存档备份，存于）
  - Smith & Wesson Shipping Shield Pistols to California （页面存档备份，存于）
  - No-Safety M&P Shield （页面存档备份，存于）
  - New From The S&W Performance Center – Ported M&P Pistols （页面存档备份，存于）
  - Smith & Wesson Gets a Partner for Army Pistol Competition （页面存档备份，存于）
  - M&P Pistols Shotgunning Ammo （页面存档备份，存于）
  - New Smith & Wesson Handguns for 2015 （页面存档备份，存于）
  - Smith & Wesson Bodyguard with Integrated Laser （页面存档备份，存于）
  - Smith & Wesson M&P 9 Performance Center Ported （页面存档备份，存于）
  - Smith & Wesson Re-Skins the M&P and Offers Threaded Barrels （页面存档备份，存于）
  - Improved S&W Shield Base Pad （页面存档备份，存于）
  - Top 5 Guns for Valentine’s Day for the Gun-Loving Woman In Your Life（页面存档备份，存于）
  - Weekend Photo: Regret （页面存档备份，存于）
  - Promag 32 rd M&P9 Magazine （页面存档备份，存于）
  - Smith & Wesson M&P22 Compact with Threaded Barrel （页面存档备份，存于）
  - Tango Down/Vickers Tactical M&P Floor Plates （页面存档备份，存于）
  - POTD: Every Day Carry （页面存档备份，存于）
  - Weekend Photo: Alan’s Every Day Carry （页面存档备份，存于）
  - Weekend Photo: Zach’s M&P （页面存档备份，存于）
  - Weekend Photo: EDC with custom S&W M&P9 （页面存档备份，存于）
  - Compact Shoot Off (Glock 43 vs. Springfield XDS vs. M&P Shield 9) （页面存档备份，存于）
  - Iowa DPS Returns M&P Handguns, Initiates Inquiry （页面存档备份，存于）
  - My S&W M&P Pro Custom Build （页面存档备份，存于）
  - Techna Clip for Smith and Wesson Shield （页面存档备份，存于）
  - New S&W M&P Pistols with Threaded Barrels （页面存档备份，存于）
  - Smith & Wesson Offers Ported Shield Pistols （页面存档备份，存于）
  - Millionth Shield, 93% increase in sales （页面存档备份，存于）
  - Brownells Apex Dream Gun Sneak Peek （页面存档备份，存于）
  - New PTAC USA and Apex Elite Combat Pistol （页面存档备份，存于）
  - Inspector General Report on M&P Pistols Out （页面存档备份，存于）
  - ATEI & Cole Partnerships Releases “Hybrid” Kit for M&P Handguns （页面存档备份，存于）
  - Ported M&P Shield… I Don’t Get It （页面存档备份，存于）
  - S&W Announces M&P Shield .45 ACP Carry Gun at NRA 2016 （页面存档备份，存于）
  - S&W M&P22 Compact Suppressor Ready in Cerakote FDE （页面存档备份，存于）
  - LaserMax Brings A New Offering Out For The .45 ACP Shield （页面存档备份，存于）
  - SilencerCo Adds M&P9 to Threaded Barrel Line （页面存档备份，存于）
- （英文）—The Truth About Guns.com—
  - Victoria (AU) Police Switch from S&W .38 Revolvers to .40 M&Ps （页面存档备份，存于）
  - Victoria Police (AU) Take Delivery of 3k S&W .40-Cal M&Ps （页面存档备份，存于）
  - North Carolina Highway Patrol Ditches 2k S&W M&P .357 SIGs （页面存档备份，存于）
  - New from S&W: M&P Version of the Bodyguard .380 （页面存档备份，存于）
  - 20 Top Concealed Carry Guns
  - TTAG Reader: What I Carry and Why – Dylan S’s M&P9 （页面存档备份，存于）
  - TTAG Reader: What I Carry and Why – JWM’s M&P Shield （页面存档备份，存于）
  - LA Sheriff Department’s Swap to Smith & Wesson M&P Highlights Inadequate Police Training （页面存档备份，存于）
  - The Trace’s Report on Chicago’s “Crime Guns” (Pt. 2) （页面存档备份，存于）
  - Everyday Carry Pocket Dump of the Day: Clayton Goodspeed （页面存档备份，存于）
  - Everyday Carry Pocket Dump of the Day: Andrew （页面存档备份，存于）
  - Everyday Carry Pocket Dump of the Day: Jonathan Barbera （页面存档备份，存于）
  - Everyday Carry Pocket Dump of the Day: Jim （页面存档备份，存于）
  - Everyday Carry Pocket Dump of the Day – Walker （页面存档备份，存于）
  - Everyday Carry Pocket Dump of the Day: Brad Kerney （页面存档备份，存于）
  - Everyday Carry Pocket Dump of the Day: Warren G （页面存档备份，存于）
  - Everyday Carry Pocket Dump of the Day – Matt Poole （页面存档备份，存于）
  - Everyday Carry Pocket Dump of the Day: Kyle （页面存档备份，存于）
  - Everyday Carry Pocket Dump of the Day – Walker （页面存档备份，存于）
  - Boxer Tactical Daily Digest 6.6.16: The Military’s (Still) Looking for a New Pistol, Take the GLOCK Safety Pledge and Keep Your .50 Cal-Equipped Jeep Away From Schools（页面存档备份，存于）
  - Everyday Carry Pocket Dump of the Day – Iakavos （页面存档备份，存于）
  - Show Us Your Favorite Round Contest（页面存档备份，存于）
  - Belgian Jihadi Attack on Police Women: Pistol Beats Machete （页面存档备份，存于）
  - Gun Review: Smith & Wesson M&P 45 SHIELD （页面存档备份，存于）
- （英文）—Guns & Ammo.com—
  - Smith & Wesson M&P .40 Pistol （页面存档备份，存于）
  - Heir Apparent?: Smith & Wesson M&P 45 Review
  - Palm-Size Power: Smith & Wesson M&P Shield Review （页面存档备份，存于）
  - Smith & Wesson M&P 22 Compact Review
  - First Look: Smith & Wesson M&P45 Shield （页面存档备份，存于）
- （英文）—Handguns Magazine.com—
  - Smith & Wesson M&P Pistol Authorized By U.S. Drug Enforcement Administration
  - Smith & Wesson to Equip South Australia Police Force （页面存档备份，存于）
  - S&W M&P9 Chosen for the “Sandbox” （页面存档备份，存于）
  - New S&W M&P9 JG （页面存档备份，存于）
  - Customizing the M&P45 （页面存档备份，存于）
  - S&W M&P45 （页面存档备份，存于）
  - Shootout! Polymer Police Pistols （页面存档备份，存于）
- （英文）—Shooting Times.com—
  - New S&W M&P9 JG （页面存档备份，存于）
  - Smith & Wesson M&P: A Semiautomatic Pistol Worthy Of Its Name （页面存档备份，存于）
  - Introducing the Smith & Wesson M&P Shield （页面存档备份，存于）
  - Shooting Times 2015 Holiday Gift Guide （页面存档备份，存于）
- （英文）—Tactical-Life.com—
  - Smith & Wesson M&P Shield 9mm Compact Pistol Review （页面存档备份，存于）
  - Smith & Wesson M&P .45ACP Pistol Review （页面存档备份，存于）
  - SMITH & WESSON M&P SHIELD （页面存档备份，存于）
  - Maximized Smith & Wesson M&P 9mm （页面存档备份，存于）
  - Smith & Wesson M&P .45ACP Pistol Gun Test （页面存档备份，存于）
  - Gun Test: SMITH & WESSON M&P .45ACP （页面存档备份，存于）
  - SMITH & WESSON’s M&P9 JG (Julie Goloski)
  - Smith & Wesson M&P45 Autopistol （页面存档备份，存于）
  - Smith & Wesson M&P 45: A Second Look
  - Smith & Wesson M&P45 | S&W M&P 45 Pistol Review （页面存档备份，存于）
  - SMITH & WESSON M&P9 VTAC 9mm （页面存档备份，存于）
  - Smith & Wesson M&P .45 ACP Lightweight Pistol Review （页面存档备份，存于）
  - Smith & Wesson M&P .45 ACP– Another Look
  - Smith & Wesson M&P Pro Series C.O.R.E. Pistols
  - Smith & Wesson M&P Pro 9mm （页面存档备份，存于）
  - Smith & Wesson M&P Shield 9mm Pistol Review
  - SMITH & WESSON M&P40 VTAC （页面存档备份，存于）
  - Hartford, CT Police Force Shifts to M&P .45
  - Quantico Tactical to Supply Quantico PD （页面存档备份，存于）
  - Raleigh Police Department Converts to Smith & Wesson M&P45 Pistols & M&P15 Tactical Rifles （页面存档备份，存于）
  - Smith & Wesson converts Vermont, Massachusetts state agencies to the M&P pistol. （页面存档备份，存于）
  - Smith & Wesson fills three agency gun orders for M&P series of firearms. （页面存档备份，存于）
  - Smith & Wesson M&P Shield Safety Notice （页面存档备份，存于）
  - Texas DPS Adopting Smith & Wesson M&P 9mm （页面存档备份，存于）
  - Smith & Wesson Unveils New Rimfire M&P22 Compact （页面存档备份，存于）
  - Combat Handgun’s 25 ‘Can’t Miss’ List For 2014－M&P BODYGUARD 380 （页面存档备份，存于）
  - Gun Review: Smith & Wesson M&P Bodyguard 380 （页面存档备份，存于）
  - 11 Street-Ready Handguns For Law Enforcement（页面存档备份，存于）
  - Top 18 Full-Size Guns From COMBAT HANDGUNS in 2014—BOWIE/SMITH & WESSON M&P .40 S&W （页面存档备份，存于）
  - 11 Top Striker-Fired Pistols For Law Enforcement（页面存档备份，存于）
  - Smith & Wesson’s M&P9: For Competition or Defense? （页面存档备份，存于）
  - 14 New Compact & Subcompact Handguns For 2015（页面存档备份，存于）
  - Massad Ayoob Reviews the Smith & Wesson M&P22 Compact （页面存档备份，存于）
  - LEO Strikers: 11 Compact Striker-Fired Pistols（页面存档备份，存于）
  - 14 Long-Slide Handguns That Pack Maximum Power（页面存档备份，存于）
  - Gun Test: Smith & Wesson’s M&P9 VTAC Handgun （页面存档备份，存于）
  - Smith & Wesson Offering M&P Shield Pistol in 9mm, .40 S&W Ported Models （页面存档备份，存于）
  - M&P Family: 5 Sentinels From Smith & Wesson （页面存档备份，存于）
  - 10 Best Pocket Pistols From COMBAT HANDGUNS In 2015 （页面存档备份，存于）
  - 56 of the Best Pistols From Specials Weapons Magazine in 2015
  - 12 Last-Ditch Backup Pistols For Law Enforcement（页面存档备份，存于）
  - 26 New Mid- To Full-Sized Handguns On the Market（页面存档备份，存于）
  - 26 New Mid- To Full-Sized Handguns On the Market（页面存档备份，存于）
  - Sneak Peek: Smith & Wesson Performance Center’s Ported M&P Shield （页面存档备份，存于）
  - Apex Tactical Transforms 2 Smith & Wesson M&P Pistols （页面存档备份，存于）
  - VIDEO: Smith & Wesson Announces M&P45 Shield Pistol （页面存档备份，存于）
- （英文）—Personal Defense World.com—
  - Smith & Wesson M&P Pro Series C.O.R.E. （页面存档备份，存于）
  - Smith & Wesson Protection （页面存档备份，存于）
  - Smith & Wesson M&P40 VTAC （页面存档备份，存于）
  - LaserLyte UTA-SH for S&W M&P Shield （页面存档备份，存于）
  - Smith & Wesson M&P9 C.O.R.E. （页面存档备份，存于）
  - SNEAK PEEK: Smith & Wesson M&P45C （页面存档备份，存于）
  - Smith & Wesson M&P45C （页面存档备份，存于）
  - Smith & Wesson Won’t Microstamp for California （页面存档备份，存于）
  - Viridian’s Reactor 5 Green Laser | Smith & Wesson M&P Shield （页面存档备份，存于）
  - 8 Reflex-Ready Handguns Right Out of the Box（页面存档备份，存于）
  - Smith & Wesson’s Next-Gen M&P Shield 9mm （页面存档备份，存于）
  - 16 Strong and Silent Threaded-Barrel Pistols（页面存档备份，存于）
  - Smith & Wesson M&P Shield Upgrades （页面存档备份，存于）
  - Smith & Wesson Introduces M&P Pistol Threaded Barrel Models in 9mm （页面存档备份，存于）
  - 10 Fast & Furious .40 S&W Handguns（页面存档备份，存于）
  - 30 Concealed Carry Handguns To Jumpstart Your Personal Defense（页面存档备份，存于）
  - Smith & Wesson Full-Size and Compact M&P Pistols Now Available with Green Crimson Trace Laserguard Sights （页面存档备份，存于）
  - 17 New Pistols For Self-Defense & Competition（页面存档备份，存于）
  - 25 Compact Carry Handguns For Self-Defense
  - Smith & Wesson Ships Millionth M&P Shield Pistol （页面存档备份，存于）
  - Apex Announces 9mm Barrels For Smith & Wesson M&P Pistols （页面存档备份，存于）
  - Smith & Wesson’s M&P22 Compact Suppressor Pistol （页面存档备份，存于）
  - 21 of the Best Pocket Pistols Currently Available（页面存档备份，存于）
  - 27 Full-Sized Pistols From COMBAT HANDGUNS In 2015（页面存档备份，存于）
  - 9 Best Compact Pistols From COMBAT HANDGUNS In 2015（页面存档备份，存于）
  - 12 Proven Concealed Carry Pistols for Self Defense （页面存档备份，存于）
  - 14 Best Double Stack Subcompact Pistols For Deep Concealment（页面存档备份，存于）」
  - 21 New Subcompact Pistols and Revolvers For 2016 （页面存档备份，存于）
  - DeSantis Announces #144 Quick-Chek Scabbard for S&W M&P SHIELD 9/40 （页面存档备份，存于）
  - 10 Street-Ready Compact Pistols In .380 ACP（页面存档备份，存于）
  - 5 Compact Smith & Wesson Handguns （页面存档备份，存于）
  - 25 Proven and Popular Concealed Carry Handguns（页面存档备份，存于）
- （英文）—Gunblast.com—
  - Smith & Wesson’s New M&P .40 S&W Pistol （页面存档备份，存于）
  - Smith & Wesson’s 9mm M&P Semi-Auto Pistol
  - Smith & Wesson M&P Compact  9mm Semi-Auto Pistol （页面存档备份，存于）
  - Smith & Wesson M&P .45 ACP Auto Pistol （页面存档备份，存于）
  - Smith & Wesson M&P-22 Semi-Automatic 22 LR Pistol （页面存档备份，存于）
  - Smith & Wesson M&P Shield Sub-Compact 9x19mm Semi-Auto Pistol （页面存档备份，存于）
  - Smith & Wesson 40 Caliber M&P Pro Semi-Automatic Pistol （页面存档备份，存于）
- （英文）—weaponsystems.net—S&W Military & Police （页面存档备份，存于）
- （英文）—Military, Security and Civilian Guns—Smith & Wesson M&P （页面存档备份，存于）
- （简体中文）—D Boy Gun World（槍炮世界）—M&P半自动手枪系列 （页面存档备份，存于）（包括M&P M2.0系列）
- （简体中文）—《轻兵器》：随身武器新秀――史密斯-韦森公司M&P半自动手枪
- （繁體中文）—Civilian Gunner—S&W M&P （页面存档备份，存于）